# Кылар, Эрих
Эрих Кылар (эст. Erich Kõlar, до 1936 г. Кёлер, нем. Köhler; 18 мая 1924, Таллин — 23 декабря 2022) — эстонский дирижёр.
Сын эстонца и латышки. Окончил гимназию Якоба Вестхольма. С отроческих лет увлёкся джазом, играл на ударных инструментах в школьном духовом оркестре. Дебютировал в 1939 г. в джазовом квартете Longhairs, с 1941 года году выступал в ансамбле Kuldne Seitse (с эст. — «Золотая семёрка»), затем в оркестре Джона Пори, а после его смерти — в 1947—1949 гг. в ансамбле «Ритмы» под руководством Уно Найссоо. Одновременно с 1944 г. ударник Симфонического оркестра Эстонского радио. Параллельно с исполнительской карьерой учился дирижированию в Таллинской консерватории, сперва у Вальфрида Якобсона, а затем в классе Романа Матсова, окончил курс в 1951 году.
В том же году арестован и депортирован в Кировскую область. Работал художественным руководителем клуба для рабочих в посёлке Белохолуницкий, с 1954 г. также преподавал музыку в Кирове. В 1956 г. получил разрешение вернуться в Эстонию. В том же году по рекомендации Бориса Кырвера, также участника «Золотой семёрки», был приглашён Каарелом Ирдом продирижировать опереттой Кырвера «Только мечта» в рамках Декады эстонского искусства и литературы в Москве. Успех этого выступления привёл к приглашению Кылара в оперный театр «Ванемуйне», дирижёром которого он был в 1957—1999 гг.; в 1958—1980 и 1981—1984 гг. главный дирижёр. Дирижировал премьерами опер «Железный дом» Эйно Тамберга и «Лебединый полёт» Вельо Тормиса (обе 1965), «Пастор из Рейги» Эдуарда Тубина (1979). В общей сложности поставил в «Ванемуйне» более 70 спектаклей — опер, балетов и оперетт. С 1999 г. на пенсии; в 2014 г. в честь 90-летия маэстро ему был посвящён концерт закрытия сезона в «Ванемуйне».
В 1958—1965 гг. преподавал ударные инструменты в Музыкальной школе имени Хейно Эллера; среди его учеников Пеэп Оявере.
Заслуженный артист Эстонской ССР (1968), почётный гражданин Тарту (2007). В 2009 г. удостоен Ордена Белой звезды IV степени.
Был дважды женат. Первая жена — пианистка Леэло Кылар, дочери — певицы Эле и Кайя Кылар, сын — барабанщик Паап Кылар. Вторая жена — балерина Елена Позняк, сын — композитор Марго Кылар.